# جورج إيفانز (رسام بالرصاص)
جورج إيفانز (بالإنجليزية: George Evans)‏ هو رسام بالرصاص أمريكي، ولد في 5 فبراير 1920 في هازلتون في الولايات المتحدة، وتوفي في 22 يونيو 2001 في الولايات المتحدة.